# Sullana
Sullana è una città del Perù, situata nella regione di Piura, capoluogo della provincia di Sullana.